# Sergueï Voronine
Sergueï Voronine (Воронин Сергей) est un coureur cycliste soviétique né en 1962. Originaire peut-être de  Tachkent, il est affilié au club de l'armée de l'air de cette ville, capitale de la République de l'Ouzbékistan. Il est présent au niveau international de 1980 jusque vers 1986.

## Biographie
Lors d'un reportage effectué au début de la saison cycliste 1982, Jean-Marie Leblanc répertorie pour le magazine cycliste français Vélo le peloton des cyclistes soviétiques de haut niveau, il présente succinctement une quarantaine de noms ; Sergueï Voronine figure dans cette liste : né en 1962, Forces armées, Tachkent. Le coureur est déjà connu. Champion du monde contre-la-montre par équipes juniors en 1980, il triomphe l'année suivante au Tour d'Italie amateurs. En 1982, il est membre de l'équipe soviétique au championnat du monde et gagne avec elle une médaille de bronze dans l'épreuve des 100 km chrono.

## Palmarès
- 1980
  -  Champion du monde du contre-la-montre par équipes juniors (avec Viktor Demidenko, Oleh Petrovich Chuzhda et Sergei Chpak)
  - 4e étape du Giro della Lunigiana
  - 3e du Giro della Lunigiana
- 1981
  -  Champion d'URSS du contre-la-montre par équipes (avec Sergueï Chelpakov, Serguei Kadatski et Serge Pribyl[3])
  - Tour d'Italie amateurs[4]
- 1982
  - Tour des Abruzzes[5] :
    - Classement général
    - 5e étape

  -  Médaillé de bronze du championnat du monde du contre-la-montre par équipes (avec Youri Kachirine, Oleg Logvine et Oleh Petrovich Chuzhda)
  - 3e du championnat d'URSS du contre-la-montre par équipes (avec Sergei Pribyl, Evgeni Ivanov et I. Riekslinch)
- 1983
  - 3e du championnat d'Union soviétique du contre-la-montre par équipes (avec Djamolidine Abdoujaparov, Yuri Abramov et Nikolaï Krivocheev)[6]
- 1984
  -  Champion d'Union soviétique du contre-la-montre par équipes (avec Sergueï Navolokine, Viktor Klimov et Evgeni Korolkov)
  - 2e étape du Tour des régions italiennes
  - 2e du Tour des régions italiennes

### Places d'honneur
- 1984
  - 9e de la Course de la Paix[7]

## Distinction
- 1984 : Promu Maître émérite des sports de l'Union soviétique.